# Luiz Augusto Vinhaes
Luiz Augusto Vinhaes (10 de desembre de 1896 - 3 d'abril de 1960) fou un entrenador brasiler.

## Selecció del Brasil
Va formar part de l'equip brasiler a la Copa del Món de 1934 com a entrenador.

## Palmarès
São Cristóvão
- Campeonato Carioca: 1926

Bangu
- Campeonato Carioca: 1933